# Дворкис, Дмитрий Владимирович
Дво́ркис Дми́трий Влади́мирович (род. 28 января 1945 года, Катта-Курган Самаркандской области, Узбекистан) — городской голова города Винница с 1992 по 2000 год, почётный гражданин города Винница. На должность городского главы избирался дважды. В 1998 году был избран Народным депутатом Верховной рады Украины III созыва, при этом вопреки действующему законодательству совмещал должность народного депутата с должностью городского головы.

## Биография
Окончил винницкую среднюю школу № 32.

1961—1966 гг. — ученик строительного техникума, г. Винница.

1966—1968 гг. — служба в Советской Армии.

1969—1969 гг. — инженер Винницкого радиолампового завода.

1969—1970 гг. — начальник производственного управления водогонного хозяйства Министерства жилищно-коммунального хозяйства УССР в г. Хмельник Винницкой области, а в 1970—1971 гг. — начальник участка Винницкого СМУ-2, винницкий строительно-монтажный трест, Минпромстрой УССР.

1971—1974 гг. — старший инженер Винницкого мебельного комбината.

1974—1976 гг. — начальник межрайонного ремонтно-строительного управления Минбыта УССР, г. Винница.

1976—1978 гг. — начальник ПМК-49 треста «Винницасельстрой» Минсельстроя УССР, г. Немиров.

1978—1980 гг. — заместитель директора, начальник Гниваньского хозрасчетного участка Винницкого облмежколхозостроя.

1980—1984 гг. — начальник ремонтно-строительного управления Укрремстройтреста, г. Винница.

1984—1991 гг. — исполнитель работ, старший прораб, начальник специализированного ремонтно-строительного управления РПО «Укрлифт», г. Винница.

1991—1992 гг. — генеральный директор областного объединения «Винницастройматериалы».

С 1992 по 2000 год работал председателем Винницкого городского совета.

В 1998 году был избран народным депутатом Украины.
Утром 23 ноября 1999 года возле церкви христиан-баптистов на улице Максимовича на Дворкиса было совершено покушение. Неизвестный стрелял из автомата Калашникова, убив водителя О. Коваленко, и ранив городского голову и его охранника В. Попенко. Звезда Давида, которую Дмитрий Владимирович носил на шее, спасла его от пули, которая могла бы быть для него смертельной. Официально до сих пор неизвестно, кто был заказчиком и исполнителем покушения.
В 2002 и 2006 гг. снова принимал участие в выборах городского головы Винницы, но проиграл соответственно А. Домбровскому и В. Гройсману, заняв вторые места.
Лауреат премий:
имени Владимира (Зеева) Жаботинского «За межнациональное согласие»;
почётный гражданин города Винница.